# Helldorado (album)
Albums de W.A.S.P.
K.F.D.
(1997) Unholy Terror
(2001)
Helldorado est un album sorti en 1999 par le groupe de heavy metal W.A.S.P.. 
L'album n'a pas reçu de bonnes critiques[réf. nécessaire].

## Liste des titres
| No  | Titre                                 | Durée |
| --- | ------------------------------------- | ----- |
| 1.  | Drive By                              | 0:55  |
| 2.  | Helldorado                            | 5:06  |
| 3.  | Don't Cry (Just Suck)                 | 4:14  |
| 4.  | Damnation Angels                      | 6:27  |
| 5.  | Dirty Balls                           | 5:18  |
| 6.  | Hight On The Flames                   | 4:12  |
| 7.  | Cocaine Cowboy                        | 3:58  |
| 8.  | Can't Die Tonight                     | 4:05  |
| 9.  | Saturday's Night Cockfight            | 3:22  |
| 10. | Hot Rods To Hell (Helldorado reprise) | 4:14  |